# Arcytophyllum
Arcytophyllum es un género con ocho especies de plantas con flores del orden de las Gentianales de la familia de las Rubiaceae.

## Especies más conocidas
- Arcytophyllum andreanum
- Arcytophyllum aristatum Standl. - Colombia, Ecuador
- Arcytophyllum blaerioides
- Arcytophyllum bryoides
- Arcytophyllum cachirense (H.Karst.) K.Schum. - Colombia
- Arcytophyllum capitatum[2] (Benth.) K.Schum. - Colombia, Ecuador
- Arcytophyllum muticum (Wedd.) Standl. - Costa Rica, Panamá, Colombia, Ecuador, Venezuela
- Arcytophyllum nitidum (Kunth) Schltdl. - Colombia, Venezuela

## Sinonimia
- Ereicotis, Mallostoma, Pseudorachicallis, Pseudorhachicallis